# Verticale strokengevel

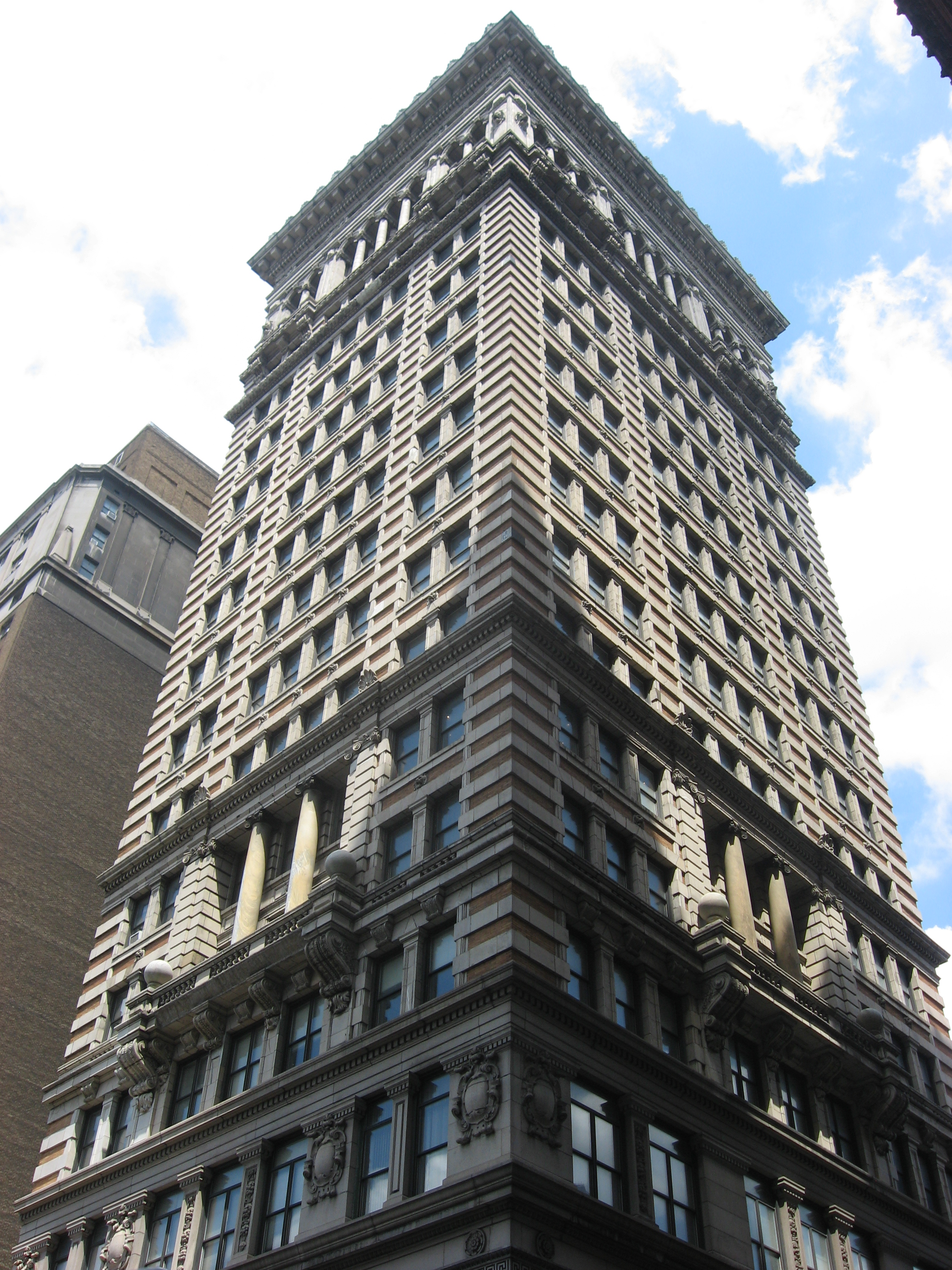
Een flatgebouw met een verticale strokengevel.

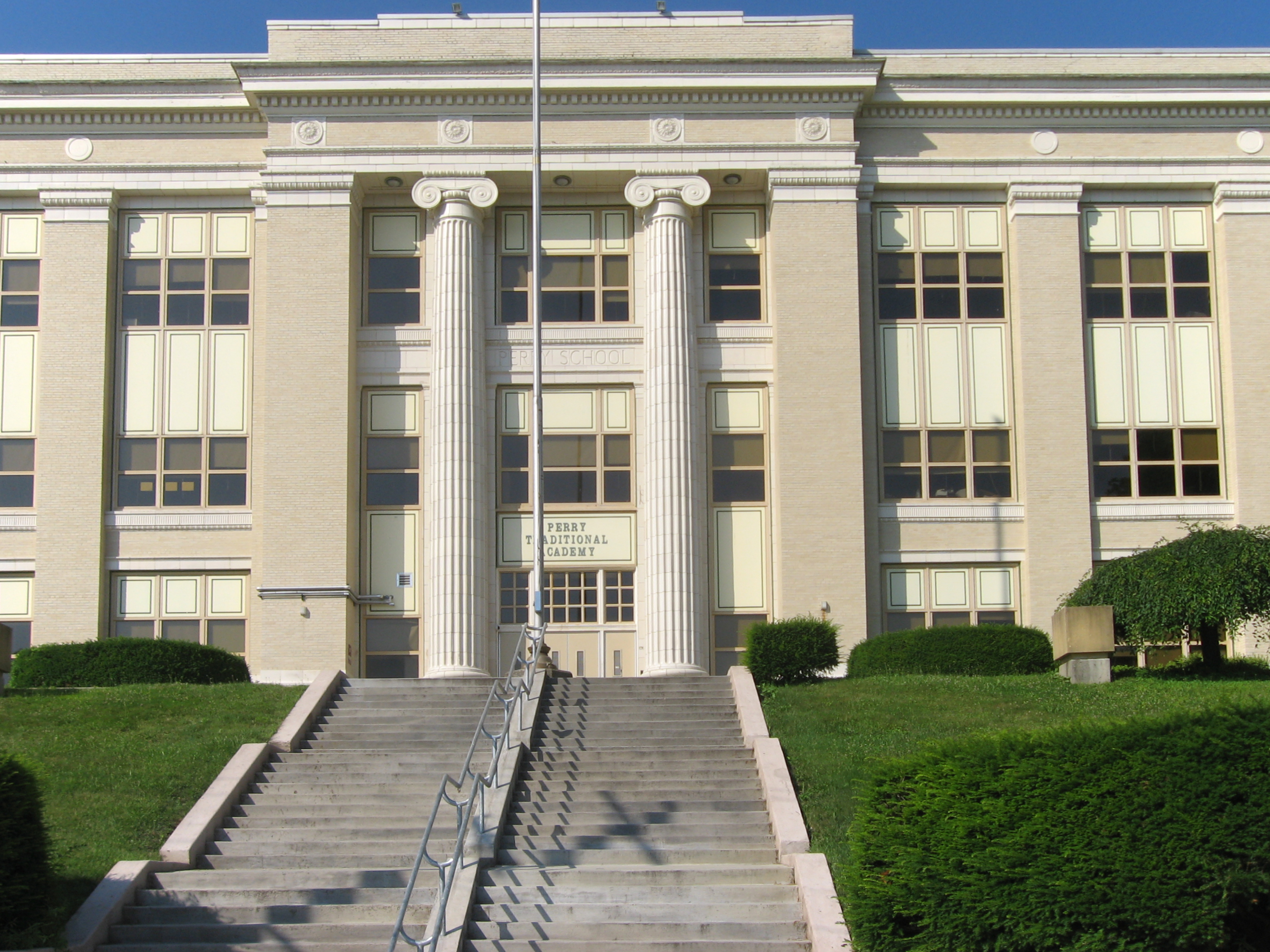
Een 'klassieke' gevel met een verticale indeling

Een verticale strokengevel is een gevel waarbij een verticale verdeling van de gevelelementen het uiterlijk bepaalt.
Het lijkt door de plaatsing van de ramen alsof het gebouw in verticale stroken is verdeeld. Vaak is er bij een verticale strokengevel duidelijk onderscheid te maken tussen de ramen en de borstwering. De gevel wordt in veel moderne gebouwen en flatgebouwen gebruikt.
De tegenhanger van de verticale strokengevel is de horizontale strokengevel.